# سلتون ملو
سلتون ملو (به انگلیسی: Selton Mello) (زاده ۳۰ دسامبر ۱۹۷۲) بازیگر و کارگردان برزیلی است.
از کارهای معروف او می‌توان به بازی در فیلم‌های دوست هندوی من، چهار روز در سپتامبر، دلقک و زباله اشاره کرد.